# Pascal Persiano
Pascal Persiano (Salerno, 9 novembre 1960) è un attore italiano.

## Biografia
Dopo il diploma di ragioneria si trasferisce a Roma e si iscrive all'ISEF. Gioca a calcio in Serie D con la Cavese, e in Serie C con la Salernitana, ma a causa di un grave infortunio abbandona la carriera di calciatore.
Successivamente lavora come modello, si dedica al canto e alla recitazione, diplomandosi alla scuola teatrale Fersen. Inizia a lavorare come attore di fotoromanzi delle riviste Lancio e Grand Hotel, per poi recitare in teatro, cinema e televisione.
Tra i suoi film, ricordiamo: Dèmoni 2 (1986), diretto da Lamberto Bava, Voci dal profondo (1991), regia di Lucio Fulci, Fermo posta Tinto Brass (1995) di Tinto Brass, e La donna lupo (1999), regia di Aurelio Grimaldi.
In televisione ha recitato in varie fiction TV, tra le quali: la miniserie TV L'ombra nera del Vesuvio, regia di Steno, e il film TV Le lunghe ombre, regia di Gianfranco Mingozzi, del 1987, La dolce casa degli orrori (1989), film TV diretto da Lucio Fulci, la miniserie TV Un caso di coscienza (2003), regia di Luigi Perelli, la soap opera di Canale 5, CentoVetrine, nel ruolo del cattivo Leonardo Valli, e un episodio de La squadra, serie TV trasmessa da Rai 3. Nel 2008 e in poche puntate del 2009 torna a recitare nella soap opera CentoVetrine nel ruolo del medico Davide Lisino. Ritorna nella soap opera nel marzo 2010.

## Filmografia

### Cinema
- Apocalisse di un terremoto, regia di Sergio Pastore (1982)
- Cicciabomba, regia di Umberto Lenzi (1982)
- Giggi il bullo, regia di Marino Girolami (1982)
- La donna del mare, regia di Sergio Pastore (1984)
- I mercenari raccontano..., regia di Sergio Pastore (1985)
- Dèmoni 2... L'incubo ritorna, regia di Lamberto Bava (1986)
- Palla al centro, regia di Federico Moccia (1987)
- La dolce casa degli orrori, regia di Lucio Fulci (1989)
- Paganini Horror, regia di Luigi Cozzi (1989)
- Venere paura, regia di Hirtia Solaro (1991)
- Voci dal profondo, regia di Lucio Fulci (1991)
- Omicidio al telefono, regia di Bruno Mattei (1994)
- L'intesa, regia di Antonio D'Agostino (1995)
- Fermo posta Tinto Brass, regia di Tinto Brass, episodio Incontri (1995)
- Corti circuiti erotici, regia di Enrico Bernard, episodio Benedetta trasgressione! (1999)
- La donna lupo, regia di Aurelio Grimaldi (1999)
- Italian gigolò, regia di Ninì Grassia (1999)
- Il giuoco dei sensi, regia di Enrico Bernard (2001)
- Catacomba, regia di Lorenzo Lepori (2015)
- Notte nuda, regia di Lorenzo Lepori (2018)

### Televisione
- L'occhio di Giuda, regia di Paolo Poeti – miniserie TV (1982)
- Le lunghe ombre, regia di Gianfranco Mingozzi – film TV (1987)
- L'ombra nera del Vesuvio, regia di Steno – miniserie TV (1987)
- Turno di notte – serie TV, episodio 1x08 (1987)
- La dolce casa degli orrori, regia di Lucio Fulci – film TV (1989)
- I padri della patria, regia di Leandro Castellani – miniserie TV (1991)
- Il prezzo del denaro, regia di Maurizio Lucidi – film TV (1995)
- La casa dove abitava Corinne, regia di Maurizio Lucidi – film TV (1996)
- Un caso di coscienza – serie TV (2003)
- CentoVetrine – soap opera (2003-2010)